# Mecynorhina

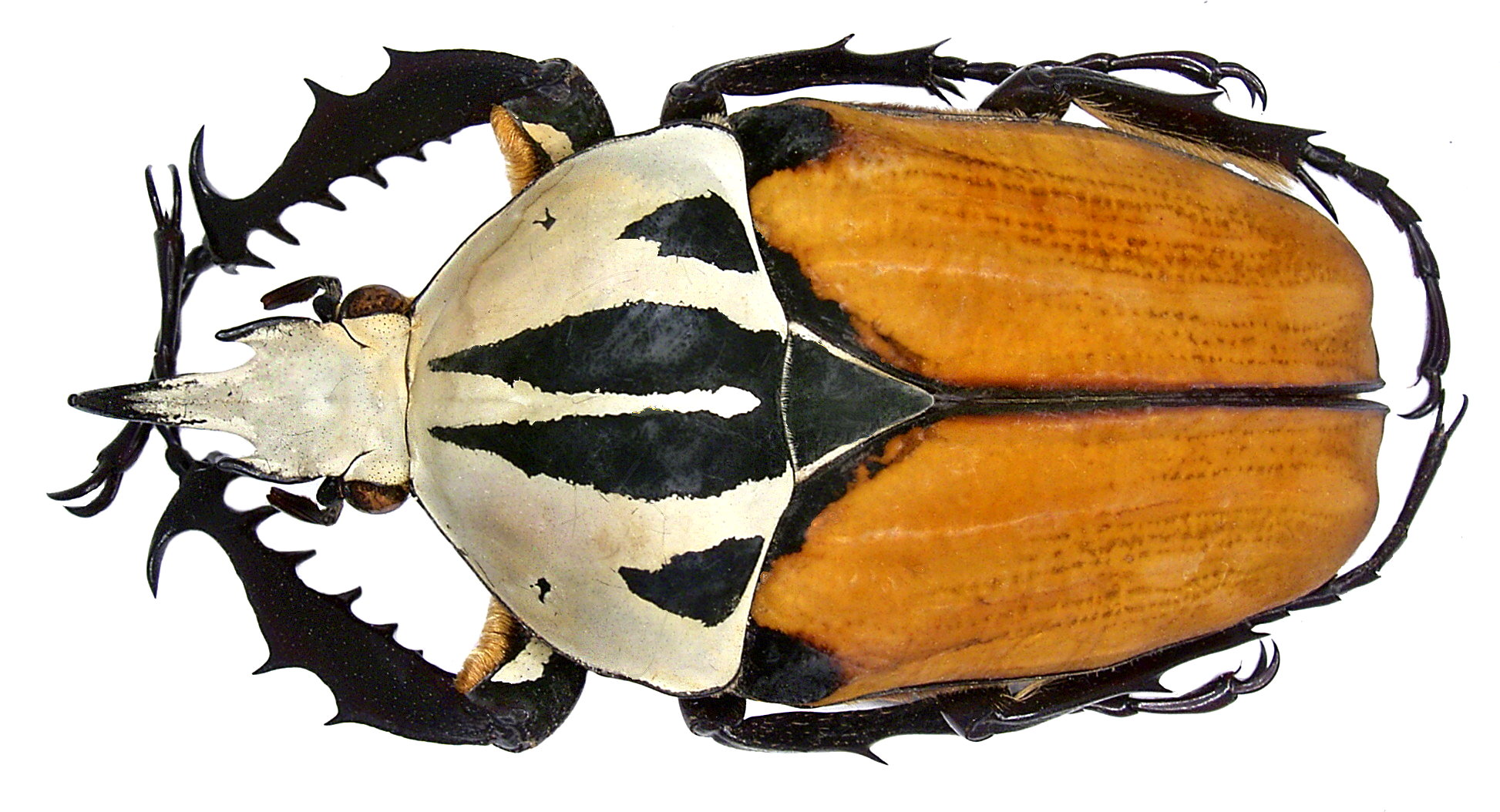
Mecynorrhinella oberthuri

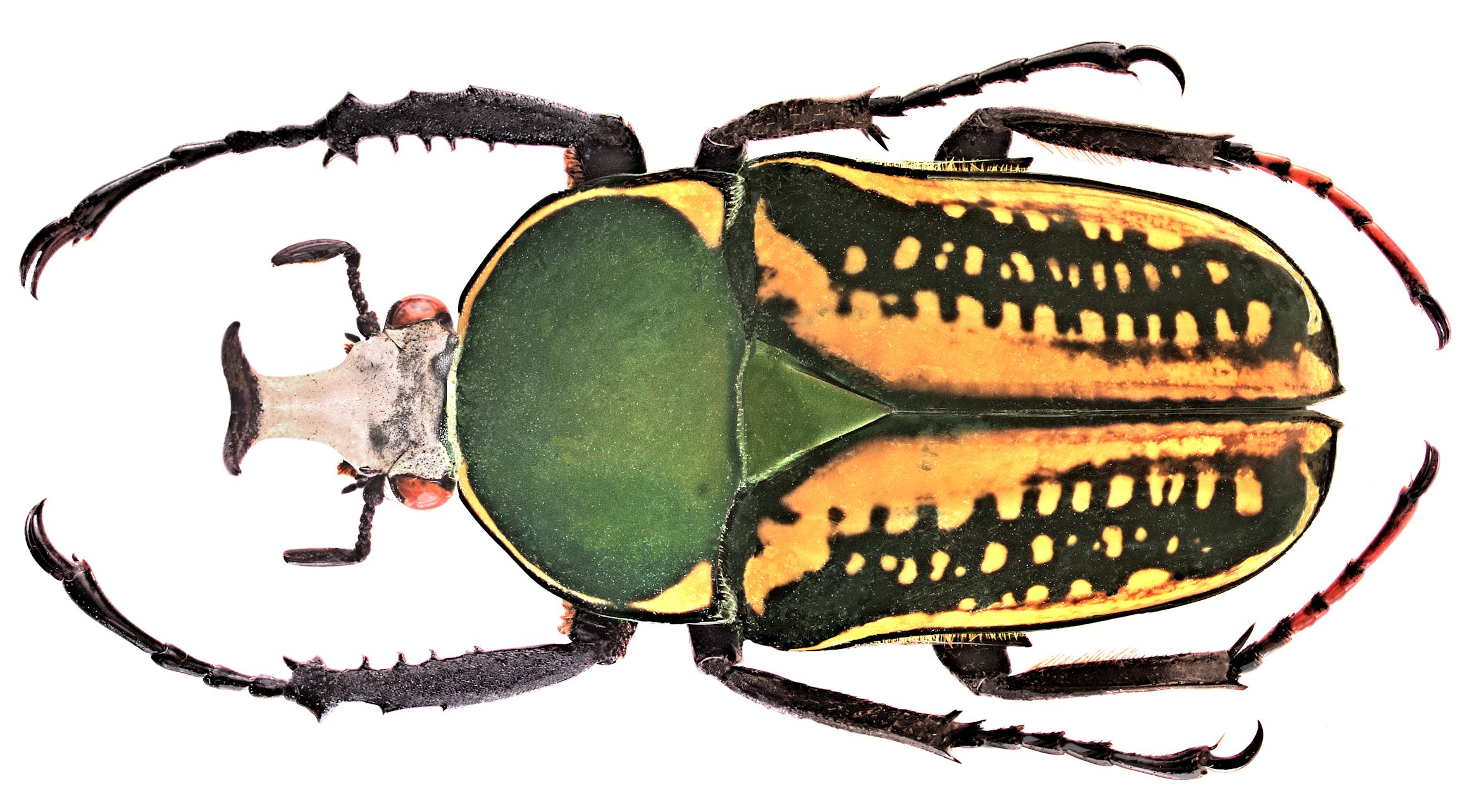
Megalorhina harrisi

Mecynorhina (często błędnie pisane jako Mecynorrhina; oryginalna pisownia używała pojedynczego „r”, a błędna pisownia nie jest w powszechnym użyciu, dlatego nie jest ważna w ramach ICZN) – rodzaj chrząszczy z podrodziny poświętnikowatych, z podrodziny kruszczycowatych. Występuje w środkowej części Afryki.

## Taksonomia

### Dawna klasyfikacja
Dawniej w rodzaju Mecynorhina występowały trzy gatunki:
Mecynorhina oberthueri (Fairmaire, 1903)
Mecynorhina torquata (Drury, 1782)
Mecynorhina ugandensis (Moser, 1907)
Niektórzy autorzy określili ugandensis jako podgatunek torquata.
Mecynorhina oberthuri od dawna uważano za najrzadszy gatunek w swoim rodzaju, jednak Jean-Pierre Lequeux odkrył, że jest powszechny w lasach Tanzanii. Gatunek ten jest obecnie hodowany przez wielu amatorów.
Najbardziej zmiennym gatunkiem jest Mecynorhina ugandensis, gdzie rzadko dwa osobniki mają ten sam kolor.

### Obecna klasyfikacja
Rodzaj jest teraz podzielony na pięć podgatunków:
- Mecynorhina Hope, 1837
  - Mecynorhina polyphemus (Fabricius, 1781)
- Mecynorrhinella Marais & Holm, 1992
  - Mecynorhina oberthueri Fairmaire, 1903
  - Mecynorhina torquata (Drury, 1782)
  - Mecynorhina ugandensis (Moser, 1907) (często traktowany jako podgatunek Mecynorhina torquata) De Palma & Frantz, 2010
  - Mecynorhina kraatzi (Moser, 1905)
  - Mecynorhina savagei Harris, 1844
- Megalorhina Westwood, 1847
  - Mecynorhina harrisi (Westwood, 1847)
  - Mecynorhina mukengiana (Kolbe, 1884)
  - Mecynorhina taverniersi Allard, 1990
- Amaurodes Westwood, 1844 (synonim = Chelorrhina Burmeister, 1842)
  - Mecynorhina passerinii (Westwood, 1844)